# لیزا فونساگرایوز
لیزا فونساگرایوز (انگلیسی: Lisa Fonssagrives; ۱۷ مهٔ ۱۹۱۱ – ۴ فوریهٔ ۱۹۹۲) مدل، عکاس و طراح مد سوئدی بود که به عنوان اولین سوپرمدل جهان شناخته می‌شود. او در دهه‌های ۱۹۳۰ تا ۱۹۵۰، چهرهٔ ثابت جلدهای مجلات مد مطرحی همچون ووگ، هارپرز بازار و ونیتی فر بود.

## زندگی اولیه و ورود به دنیای مد
لیزا فونساگرایوز در اوپسالا، سوئد متولد شد و ابتدا در رشتهٔ رقص و هنرهای زیبا آموزش دید. او برای ادامهٔ تحصیلات به پاریس نقل مکان کرد، جایی که به عنوان معلم رقص مشغول به کار شد. ورود تصادفی او به دنیای مد، زمانی اتفاق افتاد که یک عکاس از او خواست تا به عنوان مدل در یک پروژه شرکت کند.

## دوران حرفه‌ای
در دههٔ ۱۹۳۰، لیزا به یکی از برجسته‌ترین مدل‌های مد اروپا تبدیل شد. او با عکاسان نامداری مانند هورست پی. هورست، سیسیل بیتون و اروینگ پن همکاری کرد. ژست‌های ظریف، استایل بی‌نقص و چهرهٔ کلاسیک او باعث شد تا در دنیای مد به شهرتی جهانی دست یابد.
پس از جنگ جهانی دوم، او به ایالات متحده مهاجرت کرد و فعالیتش را در نیویورک ادامه داد. او بارها بر جلد مجلات مد بزرگ ظاهر شد و به تعریف جدیدی از زیبایی و استایل در دنیای مد کمک کرد.

## همکاری با عکاسان و ازدواج
لیزا ابتدا با فرناند فونسه‌گریو، عکاس مد، ازدواج کرد اما بعدها با اروینگ پن، یکی از تأثیرگذارترین عکاسان مد قرن بیستم، ازدواج کرد. این ازدواج نه‌تنها یک پیوند شخصی، بلکه همکاری هنری ماندگاری را نیز به همراه داشت و تصاویر نمادین بسیاری از او در مجلات مد منتشر شد.

## سال‌های پایانی و میراث
در دهه‌های پایانی زندگی، لیزا به طراحی لباس و مجسمه‌سازی روی آورد و از دنیای مدلینگ فاصله گرفت. او در سال ۱۹۹۲ در نیویورک درگذشت.
لیزا فونساگرایوز همچنان به عنوان اولین سوپرمدل تاریخ شناخته می‌شود و تأثیر او بر صنعت مد، به‌ویژه در استانداردهای زیبایی و حرفه‌ای‌گری در مدلینگ، همچنان ادامه دارد.